# Ally Brooke
 (août 2019).
Si vous disposez d'ouvrages ou d'articles de référence ou si vous connaissez des sites web de qualité traitant du thème abordé ici, merci de compléter l'article en donnant les références utiles à sa vérifiabilité et en les liant à la section « Notes et références ».
Allyson Brooke Hernandez, née le 7 juillet 1993 à San Antonio, au Texas, connue professionnellement sous le nom d’Ally Brooke, est une chanteuse américaine. Elle a été membre du girls-band Fifth Harmony.

## Biographie

### Enfance
Ally Brooke est née à San Antonio, au Texas. Ses parents sont Jerry Hernandez et Patricia Castillo. Elle était un bébé prématuré de six mois, pesant 560 grammes à sa naissance. Elle est d'origine mexicaine et a un frère aîné. Brooke a fréquenté la Cornerstone Christian Elementary School à San Antonio, où elle a terminé ses études secondaires en suivant un enseignement à domicile. Brooke s'identifie comme chrétienne.

### Carrière

#### The X Factoret Fifth Harmony
Ally Brooke a auditionné pour The X Factor à Austin, au Texas, non loin de sa ville natale de San Antonio. Elle a été éliminée, mais a été ramenée avec Dinah Jane, Normani, Lauren Jauregui et Camila Cabello pour former le groupe maintenant connu sous le nom de Fifth Harmony. Le groupe a réussi à terminer à la troisième place. Son grand-père est décédé au cours de la semaine 4 du spectacle.
Après la finale de The X Factor, Fifth Harmony a signé avec Syco Music et Epic Records. Le groupe a sorti son premier Extended Play (EP), Better Together en 2013, ainsi que les albums Reflection en 2015 et 7/27 en 2016. Elles ont sorti leur troisième album studio intitulé Fifth Harmony le 25 août 2017. Le 19 mars 2018, le groupe a annoncé une interruption indéterminée pour se concentrer sur des projets en solo.
En 2020, Brooke collabore avec l'artiste Messiah, avec lequel ils ont chanté 500 Veces.

#### 2017 – présent: travail solo et premier album à venir
Outre son travail avec Fifth Harmony, Brooke a également figuré sur la chanson Look at Us Now du duo de DJ américain Lost Kings, aux côtés du rappeur américain ASAP Ferg. La chanson est sortie le 9 juin 2017. Ally Brooke a rejoint Plácido Domingo pour chanter deux chansons le 24 janvier 2018 au théâtre Lila Cockrell du Convention Center à San Antonio, au Texas. Le 26 janvier 2018, Brooke et le DJ allemand Topic sortent la chanson Perfect avec son clip vidéo. Elle a interprété la chanson pendant un épisode de Wild 'n Out et à We Day Illinois en mars 2018.
Début 2018, Brooke a rejoint les autres membres de Fifth Harmony dans un épisode de Lip Sync Battle, interprétant un mélange de chansons de Selena et de Jennifer Lopez. En mars 2018, elle a chanté sur le tapis rouge de la 90e cérémonie des Oscars, des chansons de films primés aux Oscars, comme My Heart Will Go On de Céline Dion. Le 12 mars 2018, Brooke a signé avec Maverick Entertainment en tant qu’artiste solo. Elle est apparue dans un épisode de la saison 2 de Famous in Love.
En avril 2018, Brooke a confirmé qu'elle travaillait sur son premier album studio solo, avec les producteurs 1500 or Nothin'. En août 2018, il a été annoncé que Brooke avait signé un contrat d'enregistrement avec Latium Entertainment et Atlantic Records. La compagnie a également annoncé que Brooke publierait son premier single en solo plus tard à l’automne. Le 2 Septembre 2018, au Fusion Festival de Liverpool, en Angleterre, elle chante une nouvelle chanson intitulée Vamonos. La chanson est sortie le 23 novembre 2018, en collaboration avec Kris Kross Amsterdam et Messiah. Elle a également interprété la chanson avant sa sortie officielle aux ALMA Awards 2018. Brooke a sorti une reprise de Last Christmas de Wham!. Le 16 novembre 2018, elle l'a interprété au défilé de Thanksgiving de Macy. Elle a ensuite annoncé son mémoire, Finding Your Harmony, qui devait sortir le 2 avril 2019. Il n'a pas encore été publié mais sa publication est attendue pour 2020.
Le 21 décembre 2018, Brooke sort une chanson intitulée The Truth is in There, écrite par Diane Warren, dans le cadre de la campagne Wellness That Works de Weight Watchers International. Le 31 janvier 2019, Brooke sort son premier single solo Low Key, en featuring avec le rappeur Tyga. Le 24 mai 2019, Brooke sort son deuxième single, Lips don't Lie en featuring avec le rappeur A Boogie wit da Hoodie. Le 16 septembre 2019, Brooke sort Higher, en featuring avec le DJ norvégien Matoma. Elle décrit cette chanson comme un cadeau pour ses fans. Le 25 novembre 2019, elle sort son troisième single No Good. Le 21 février 2020, elle figure sur la chanson All Night du DJ néerlandais Afrojack. Le 28 février 2020, elle sort un nouveau single intitulé Fabulous. Son premier album devrait sortir en 2020.
En septembre 2019 elle participe à la 28e saison de Dancing with the Stars. Elle y finit à la troisième place. Le 8 décembre 2019, lors de l'élection de Miss Univers, elle chante trois de ses singles: Low Key, Higher et No Good. Elle chante également des chansons de Selena.

## Discographie
- Voir aussi : Fifth Harmony

### Singles
| Titre                                          | Année | Charts | Charts | Charts | Charts | Charts | Charts | Charts | Charts | Album             |
| Titre                                          | Année | É-U    | ALL    | AUT    | N-Z    | P-B    | PHI    | ROU    | RUS    | Album             |
| ---------------------------------------------- | ----- | ------ | ------ | ------ | ------ | ------ | ------ | ------ | ------ | ----------------- |
| Perfect (avec Topic)                           | 2018  | -      | 98     | 73     | -      | -      | -      | -      | -      | Single sans album |
| Vámonos (avec Kris Kross Amsterdam et Messiah) | 2018  | -      | -      | -      | -      | 21     | -      | -      | -      | à venir           |
| Low Key (avec Tyga)                            | 2019  | 118    | -      | -      | 39     | -      | 21     | 11     | 66     | à venir           |
| Lips Don't Lie (avec A Boogie wit da Hoodie)   | 2019  | -      | -      | -      | -      | -      | -      | 4      | 164    | à venir           |
| Higher (avec Matoma)                           | 2019  | -      | -      | -      | -      | -      | -      | 72     | -      | à venir           |
| No Good                                        | 2019  | -      | -      | -      | -      | -      | -      | -      | -      | à venir           |
| Fabulous                                       | 2020  | -      | -      | -      | -      | -      | -      | -      | -      | à venir           |
| 500 Veces (avec Messiah)                       | 2020  | -      | -      | -      | -      | -      | -      | -      | -      | à venir           |

### En Featuring
| Titre                                                                               | Année | Charts | Album             |
| Titre                                                                               | Année | SUÈ    | Album             |
| ----------------------------------------------------------------------------------- | ----- | ------ | ----------------- |
| Look At Us Now (Lost Kings featuring Ally Brooke et ASAP Ferg)                      | 2017  | 12     | Single sans album |
| All Night (Afrojack featuring Ally Brooke)                                          | 2020  | -      | Single sans album |
| Like You Do (Florian Picasso featuring Ally Brooke et Gashi) 500 Veces avec Messiah | 2020  | -      | Single sans album |

### Singles Promotionnels
| Titre                           | Année | Album             |
| ------------------------------- | ----- | ----------------- |
| Last Christmas (cover de Wham!) | 2018  | Single sans album |
| The Truth Is in There           | 2018  | Single sans album |

## Influences
En grandissant, Brooke a écouté des artistes tels que Selena, Gloria Estefan et Jennifer Lopez. Elle a également cité les influences de Justin Timberlake et Bruno Mars.

## Philanthropie
Avec Fifth Harmony, Brooke a collaboré avec les organisations caritatives DoSomething.org et la Ryan Seacrest Foundation. Elle a également participé aux activités de l'ASPCA. Brooke est la célèbre ambassadrice de March of Dimes, une organisation à but non lucratif qui lutte contre les naissances prématurées, les anomalies congénitales et la mortalité infantile. En décembre 2016, elle a organisé une collecte de jouets dans sa ville natale, San Antonio, au profit des enfants des hôpitaux locaux.

## Filmographie
| Année     | Nom                            | Rôles     | Remarques                                   |
| --------- | ------------------------------ | --------- | ------------------------------------------- |
| 2012–2013 | The X Factor U.S.              | Elle-même | 22 épisodes (2012) Invité: 1 épisode (2013) |
| 2014      | Faking It                      | Elle-même | Épisode: The Ecstasy and the Agony          |
| 2015      | Barbie: Life in the Dreamhouse | Elle-même | Épisode: Sisters' Fun Day                   |
| 2016      | The Ride                       | Elle-même | Épisode: Fifth Harmony                      |
| 2018      | Lip Sync Battle                | Elle-même | Épisode: Fifth Harmony                      |
| 2018      | Wild 'n Out                    | Elle-même | Épisode: International Woman Day Special    |
| 2018      | Famous in Love                 | Elle-même | Épisode: Totes on a Scandal                 |
| 2018      | Sugar                          | Elle-même | 1 épisode                                   |
| 2019      | Dancing with the Stars         | Elle-même | Saison 28                                   |

## Publication
- Finding Your Harmony, HarperCollins, 2020

## Prix et nominations
| Année | Prix                     | Catégorie                      | Travail en Nomination | Résultat |
| ----- | ------------------------ | ------------------------------ | --------------------- | -------- |
| 2017  | BMI London Awards        | Pop Award Songs                | All In My Head (Flex) | Gagnée   |
| 2018  | BMI Pop Awards           | Award Winning Songs            | All In My Head (Flex) | Gagnée   |
| 2018  | Teen Choice Awards       | Choice Song : Electronic/Dance | Perfect (avec Topic)  | Nommée   |
| 2019  | IHeartRadio Music Awards | Best Solo Breakout             | Elle-même             | Nommée   |

## Tournées
- 2020 : Time to Shine Tour[16]